# سكوت هيلر
سكوت هيلر (بالإنجليزية: Scott Hiller)‏ هو لاعب اللاكروس أمريكي، ولد في القرن العشرين.